# Agony – Gift of Life
Agony – Gift of Life är det svenska power metal-bandet Insanias fjärde studioalbum. Det släpptes i juni 2007 av skivbolaget Black Lodge Records och i Japan av Avalon.
Skivan var ursprungligen tänkt att släppas 2006, men på grund av tekniska problem sköts utgivningen upp till 2007. Med en speltid på en timme och sex minuter är det bandets längsta skiva.
Efter utgivningen av Fantasy (A New Dimension) lämnade gitarristerna Niklas Dahlin och Henrik Juhano samt keyboardisten Patrik Västilä bandet. Man beslöt att fortsätta med enbart en gitarrist och rekryterade Peter Östros (senare i Jaded Heart) till denna position, samt Dimitri Keiski som ny keyboardist. Keiski skulle även komma att bidra med sånginsatser jämte leadsångaren Ola Halén.

## Låtlista
1. "Agony" (Intro) – 1:53
2. "Facing My Destiny" – 5:37
3. "Hope" – 4:00
4. "To Live Another Day" – 5:04
5. "Gift of Life" – 7:20
6. "One Day" – 6:15
7. "Fight for Life" – 5:32
8. "Valley of Sunlight" – 6:27
9. "Times of Glory" – 8:21
10. "Dreams" – 5:49
11. "Time Passes By" – 3:21
12. "Alive" – 6:26

Bonusspår på japanska och koreanska utgåvorna
1. "Gypsy's Heart" – 4:00

## Medverkande
Musiker
- Ola Halén – sång
- Peter Östros – gitarr
- Tomas Stolt – basgitarr
- Mikko Korsbäck – trummor
- Dimitri Keiski – keyboard, sång

Produktion
- Pelle Saether – producent
- Mikko Karmila – mixning
- Mika Jussila - mastering
- Micke Johansson - foto
- Mattias Norén - albumkonst